# Ministre d'État chargé de l'Asie, de l'Énergie, du Climat et de l'Environnement
 (octobre 2022).
 (mai 2023).
Améliorez-le ou discutez des points à vérifier. 
Le ministre d'État chargé du climat, de l'environnement et de l'énergie est un poste de niveau intermédiaire au sein du gouvernement de Sa Majesté. Il est rattaché au bureau des affaires étrangères, du Commonwealth et du développement et au ministère de l'environnement, de l'alimentation et des affaires rurales.

## Historique
La fonction est connue sous le nom de ministre d'État chargé de l'Asie et du Pacifique sous Mark Field et de sous-secrétaire d'État parlementaire chargé de l'Asie et du Pacifique de Henry Bellingham à Alok Sharma et sous Heather Wheeler. La fonction est connue sous le nom de ministre d'État chargé de l'Asie sous Nigel Adams et Amanda Milling puis de ministre d'État chargé de l'Asie et du Moyen-Orient lorsqu'elle est occupée par Milling.
Lorsqu'elle est occupée par Zac Goldsmith, la fonction est appelée Ministre d'État chargé de l'Asie, l'énergie, du climat et de l'environnement entre septembre et octobre 2022 et de ministre d'Éta chargé des territoires d'outre-mer, du Commonwealth, de l'énergie, du climat et de l'environnement d'octobre 2022 à juin 2023.
A partir de novembre 2023, à la nomination de Richard Benyon, la fonction est connue sous le nom de Ministre d'État chargé du climat, de l'environnement et de l'énergie.

## Ministre d'État
| Nom     | Nom                                                              | Portrait | Mandat            | Mandat            | Parti politique   | P.M.            | P.M.         | F.Sec.        |
| ------- | ---------------------------------------------------------------- | -------- | ----------------- | ----------------- | ----------------- | --------------- | ------------ | ------------- |
|         | Jeremy Browne MP pour Taunton Deane (né en 1970)                 |          | 13 mai 2010       | 4 septembre 2012  | Libéral Démocrate |                 | Cameron I II | Hague         |
|         | Sayeeda Warsi (née en 1971)                                      |          | 4 septembre 2012  | 5 aout 2014       | Conservateur      |                 | Cameron I II | Hague         |
| Hammond | Sayeeda Warsi (née en 1971)                                      |          | 4 septembre 2012  | 5 aout 2014       | Conservateur      |                 | Cameron I II |               |
|         | Joyce Anelay (né en 1947)                                        |          | 6 aout 2014       | 17 juillet 2016   | Conservateur      |                 | Cameron I II |               |
|         | Alok Sharma MP pour Reading West (né en 1967)                    |          | 17 juillet 2016   | 13 juin 2017      | Conservateur      |                 | May I II     | Johnson       |
|         | Mark Field MP pour Cities of London and Westminster (né en 1964) |          | 13 juin 2017      | 25 juillet 2019   | Conservateur      |                 | May I II     | Johnson       |
| Hunt    | Mark Field MP pour Cities of London and Westminster (né en 1964) |          | 13 juin 2017      | 25 juillet 2019   | Conservateur      |                 | May I II     |               |
|         | Heather Wheeler MP pour South Derbyshire (née en 1959)           |          | 26 juillet 2019   | 13 février 2020   | Conservateur      |                 | Johnson I II | Raab          |
|         | Nigel Adams MP pour Selby and Ainsty (né en 1966)                |          | 13 février 2020   | 15 septembre 2021 | Conservateur      |                 | Johnson I II | Raab          |
|         | Amanda Milling MP pour Cannock Chase (née en 1975)               |          | 16 septembre 2021 | 7 septembre 2022  | Conservateur      | Truss           | Johnson I II |               |
|         | Zac Goldsmith (né en 1975)                                       |          | 22 septembre 2022 | 30 juin 2023      | Conservateur      | Truss I Sunak I | Cleverly     |               |
|         | Richard Benyon (né en 1960)                                      |          | 14 novembre 2023  | 5 juillet 2024    |                   |                 | Sunak        | David Cameron |